# Bakre vänstra Horqin
Bakre vänstra Horqin är ett mongoliskt baner som lyder under staden Tongliao i Inre Mongoliet, Kina. Den lokala mongoliska dialekten är khorchin-dialekten. Områdets yta är något mindre än Härjedalen.